# トリデンテ級潜水艦
トリデンテ級潜水艦（Tridente-class submarine）は、ポルトガル海軍が導入した通常動力型潜水艦。アルバコーラ級潜水艦の代替として、ドイツのホヴァルツヴェルケ＝ドイツ造船（HDW）で2隻が建造された。

## 概要
本級は209PN型と呼称されるが、209型ではなく、214型の派生型である。アルバコーラ級を代替するポルトガル海軍の新型潜水艦導入計画に対して、HDWは当初は209型を提案していたが、後に214型の派生型に提案内容を変更したため、形式上は209型の派生型であるが、実質的には214型をベースとした設計となった。
本級はディーゼル・エレクトリック方式に分類されるが、非大気依存推進（AIP）のための燃料電池を搭載しており、2基のディーゼル発電機（1.000 KVA）は浮上航行またはシュノーケル深度において専らバッテリーの再充電のために使用される。潜航状態でリスボンと喜望峰の間を15日間で往復可能な性能を持つ。

## 同型艦
1913年以来、ポルトガル海軍は潜水艦の艦名は海洋動物にちなんだ命名としていたが、本級は伝統的な命名規則から外れた艦名が命名された。
| #     | 艦名                    | 建造所 | 起工   | 進水 | 就役        |
| ----- | ----------------------- | ------ | ------ | ---- | ----------- |
| S-160 | トリデンテ NRP Tridente | HDW    | 2005年 |      | 2010年 1月  |
| S-161 | アルパオン NRP Arpão    | HDW    | 2005年 |      | 2010年 12月 |